# Торник
Торник је највиши врх Златибора и висок је 1496 m. Удаљен је десетак километара од Краљевих Вода, центра Златибора и познатог туристичког мјеста. До њега се долази тако што се од Вода крене према Подгорици магистралним путем и након два километра се скрене десно.
У близини се налази акумулационо Рибничко језеро и постројење за прераду воде. Торник окружују златиборска села Рибница, Јабланица, Стубло и Доброселица и Драглица. Овдје се налазио ски центар „Торник”, који је разрушен за вријеме НАТО бомбардовања СРЈ 1999. године.